# حق نگهداری و حمل سلاح
حق نگهداری و حمل سلاح یا حق داشتن یا حمل سلاح این حق فردی است که مردم برای استفاده شخصی مهمات داشته باشند یا حق جمعی یک میلیشیا برای حمل سلاح است.
عبارت «حق مردم برای نگهداری و حمل سلاح» اول بار در متن قانون حقوق ایالات متحده آمده. خارج از ایالات متحده آمریکا، مفهوم کلی حق حمل سلاح بسته به کشور، ایالت یا قانون فرق دارد.

## در ایالات متحده آمریکا
در آمریکا متمم دوم قانون اساسی ایالات متحده آمریکا حق نگهداری و حمل اسلحه را به رسمیت شناخته‌است.

جمعیت حمل کنندگان اسلحه به درصد در ایالات آمریکا (سال 2016).

بر طبق این سند:
«داشتن یک نیروی منظم شبه نظامی مردمی، برای امنیت یک کشور آزاد ضروری می‌باشد، و حق مردم برای حمل و نگهداری اسلحه، محترم شمرده می‌شود.»
این متمم، مورد مناقشه فراوان بین مدافعین و مخالفان حقوق اسلحه بوده‌است. مخالفان استدلال می‌کنند یک «نیروی منظم شبه نظامی» اجازه مقررات‌گذاری در خصوص مهمات را می‌دهد و مدافعین تأکید شان روی عبارت دوم است.

## سوییس
قوانین سوییس در خصوص سلاح از سایر کشورهای اروپایی متفاوت است. سوئیس دارای خدمت سربازی اجباری عمومی است، که لازم می‌داند همه شهروندان مردِ دارای سلامت بدنی در منزل خود سلاح گرم نگهداری کنند، تا در صورت احضار برای امور نظامی بتوانند از آن استفاده کرده، و از کشور دفاع کنند. البته نگهداری مهمات این سلاح‌ها ممنوع است، و مهمات در انبارهای دولتی نگهداری می‌شود. افراد ۲۰ تا ۳۴ سال تمرین اجباری استفاده از سلاح سالانه دارند.
در سال ۲۰۱۱ رأی‌دهندگان با طرح ابتکاری شهروندان که بیان می‌کرد سلاح‌های گرم به جای نگهداری در خانه، در انبارهای نظامی نگهداری شوند، مخالفت کردند.